# Rafael Ignacio Gomez Suarez
Rafael Ignacio Gomez Suárez (Chiquinquirá, 26 de abril de 1897) fue un abogado, diplomático, poeta y político colombiano.

## Biografía
Nació en la ciudad de Chiquinquirá, departamento de Boyacá, Colombia. Estudió en el Colegio Boyacá, del cual se graduó de bachiller; durante sus últimos años en el colegio se distinguió como poeta, publicando sus obras en periódicos locales.  
Presentó su tesis doctoral “El litigio Colombo - Venezolano” el 28 de septiembre de 1923 en la facultad de derecho de la Universidad Nacional de Colombia.
Durante su vida, ocupó múltiples cargos: periodista, abogado, diplomático y político conservador, fue presidente del Centro de Derecho Internacional de Colombia; ejercicio como diplomático en el Cónsul General de la República de Colombia en San Juan, Puerto Rico, (1926), en el Cónsul de primera Categoría de Colombia en Guayaquil, Ecuador (1954) y en el Cónsul General de Colombia en Ámsterdam, Holanda.
En su vida política fue representante por Boyacá ante el Congreso Nacional y asesor Jurídico de la Contraloría General de la República.

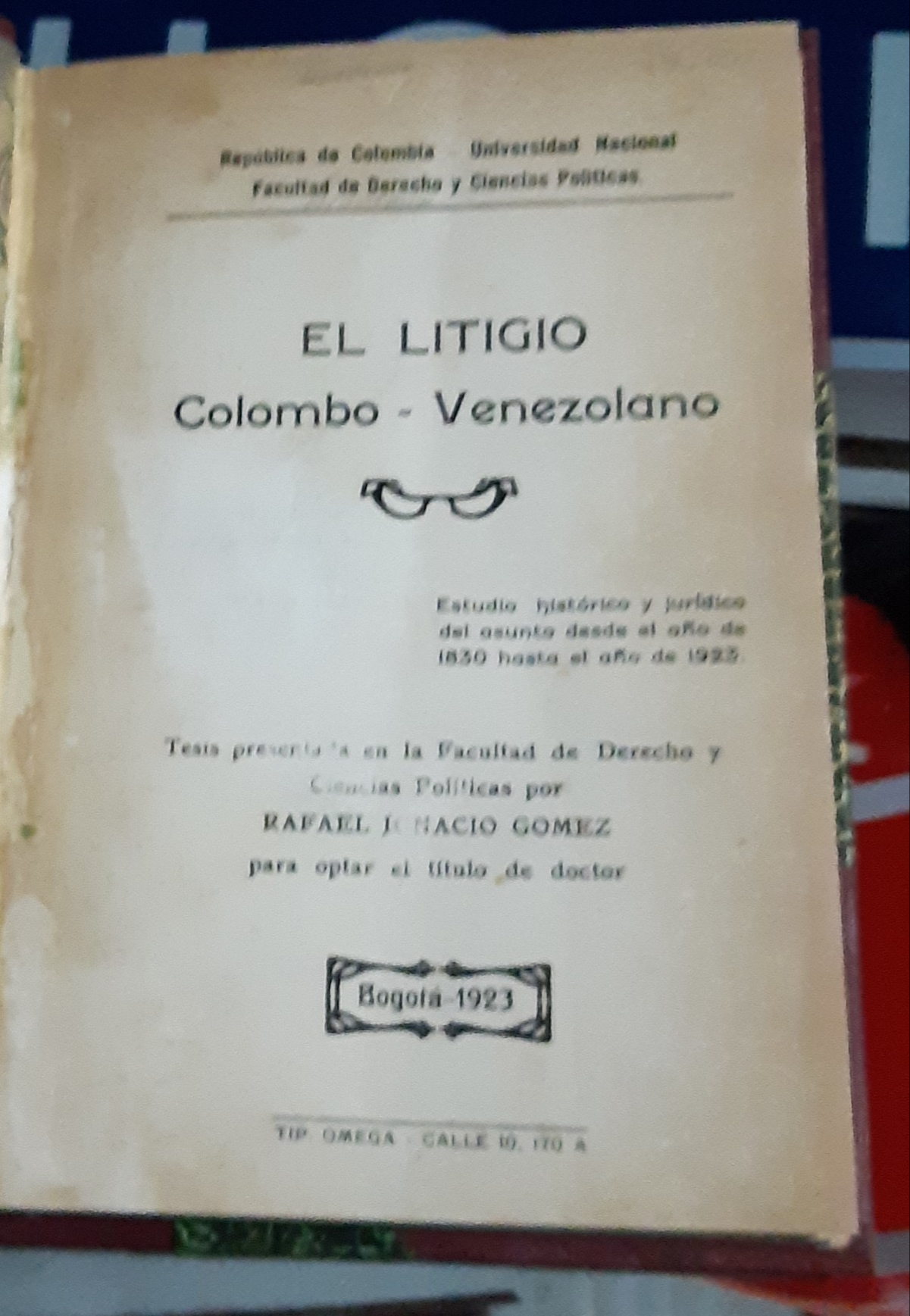
El Litigio Colombo-Venezolano, 1923.

## Obras
Su obra más conocida fue su tesis de grado, titulada:
"El litigio Colombo - Venezolano", publicada en el año de 1,923 en Bogotá, Colombia, realiza un análisis detallado de la problemática fronteriza desde el año de 1830 hasta el año de 1923.  